# Ciclismo nos Jogos Pan-Americanos de 1975
As competições de ciclismo nos Jogos Pan-Americanos de 1975 foram realizadas na Cidade do México, México. Esta foi a sétima edição do esporte nos Jogos Pan-Americanos, tendo sido disputada apenas por homens.

## Masculino

### Corrida individual 1.000 m (Pista)
| POSIÇÃO | CICLISTA              |
| ------- | --------------------- |
|         | Steve Woznick (USA)   |
|         | Octavio Dazán (ARG)   |
|         | Carl Leusenkamp (USA) |

### Contra o relógio individual 1.000 m (Pista)
| POSIÇÃO | CICLISTA             |
| ------- | -------------------- |
|         | Jocelyn Lovell (CAN) |
|         | David Weller (JAM)   |
|         | Steve Woznick (USA)  |

### Perseguição individual de 4.000 m (Pista)
| POSIÇÃO | CICLISTA                  |
| ------- | ------------------------- |
|         | Balbino Jaramillo (COL)   |
|         | Francisco J. Huerta (MEX) |
|         | Fernando Vera (CHI)       |

### Perseguição por equipes de 4.000 m (Pista)
| POSIÇÃO | CICLISTA       |
| ------- | -------------- |
|         | Estados Unidos |
|         | Colômbia       |
|         | México         |

### Corrida individual (Estrada)
| POSIÇÃO | CICLISTA             |
| ------- | -------------------- |
|         | Aldo Arencibia (CUB) |
|         | Alfonso Flores (COL) |
|         | Carlos Cardet (CUB)  |

### Contra o relógio por equipes (Estrada)
| POSIÇÃO | CICLISTA |
| ------- | -------- |
|         | México   |
|         | Cuba     |
|         | Colômbia |

## Quadro de medalhas
| Ordem | País               | Medalha de ouro | Medalha de prata | Medalha de bronze |    |
| ----- | ------------------ | --------------- | ---------------- | ----------------- | -- |
| 1     | USA Estados Unidos | 2               |                  | 2                 | 4  |
| 2     | COL Colômbia       | 1               | 2                | 1                 | 4  |
| 3     | CUB Cuba           | 1               | 1                | 1                 | 3  |
|       | MEX México         | 1               | 1                | 1                 | 3  |
| 5     | CAN Canadá         | 1               |                  |                   | 1  |
| 6     | ARG Argentina      |                 | 1                |                   | 1  |
|       | JAM Jamaica        |                 | 1                |                   | 1  |
| 8     | CHI Chile          |                 |                  | 1                 | 1  |
| TOTAL | TOTAL              | 6               | 6                | 6                 | 18 |

## Ligação externa
- Jogos Pan-Americanos de 1975